# پال بوگارت
پال بوگارت (انگلیسی: Paul Bogart؛ ۲۱ نوامبر ۱۹۱۹ – ۱۵ آوریل ۲۰۱۲) یک کارگردان اهل ایالات متحده آمریکا بود.